# ニギディウス・フィグルス
プブリウス・ニギディウス・フィグルス、（ラテン語: Publius Nigidius Figulus 、紀元前98年頃 - 紀元前45年）は、共和政ローマ後期の政務官。紀元前58年にはプラエトルを務めた。学者としても知られる彼はキケローの友人で、カティリナの陰謀の折にはキケローに助力している。ニギディウスはガイウス・ユリウス・カエサルとポンペイウス・マグヌスのローマ内戦ではオプティマテス（閥族派）に与している。
ニギディウスの学問に関して名声は同時代人の間ではマルクス・テレンティウス・ウァロに次ぐ二番手にすぎない。同時代においてさえ彼の著書は難解と見なされたが、それはひょっとするとその秘教的ピタゴラス主義の故なのかもしれない。ニギディウスはストア派の要素とピタゴラス主義を合体させた。ヒエロニムスは彼を「Pythagoricus et magus」つまり「ピタゴラス主義者にして魔道士」と呼んだ。また中世からルネサンスにかけてニギディウスは慣習的に魔法使い、占い師、オカルティストとして描かれた。彼は膨大な量の著作をものしたが、現代では他の作者の著作に断片として残っているに過ぎない。

## 政治的経歴
紀元前63年までに、ニギディウスは元老院に入ることを認められた。彼は紀元前60年にはアエディリスになっているかもしれないが、一方で紀元前59年にキケローがニギディウスは陪審員を召喚する（compellare）立場、つまり護民官であると述べている。彼は紀元前58年にはプラエトルであったが、それ以降は紀元前52年-紀元前51年にクイントゥス・ミヌキウス・テルムスの下、アシア属州でレガトゥスに就くまでいかなる公的立場にあったか記録されていない。彼は紀元前51年7月にアシア属州を去った。
アルナルド・モミリアーノは一見したところ矛盾とも取れる、ニギディウスの政治的経歴とオカルト的経験について説明しようとした。
| 「 | ニギディウス・フィグルスとその友人たちは世才に長けていた。彼らは、自分たちが活きているめまぐるしく動く世界の中で自分たちに分からないものを支配しようとする際に未知の宗教的実践の助けを期待できた。彼らは神と交渉するときの伝統的な方法を置き去りにして、人と神との相互作用のより安全な法則を発見しようとした。 | 」 |

ウァロも、アエリウス・スティローのストア主義や懐疑主義的なアンティオコスのプラトニズムの教えを受けていたが、自身の葬式はピタゴラス主義に則って行うよう頼んでいた。19世紀の歴史家テオドール・モムゼンは、共和制後期におけるオカルト的なものへの関心とヴィクトリア朝期の「最高の階級と教育を備えた人々」を魅了した「降霊術において霊がテーブルをたたいたり操作したりすること（テーブル・ターニングの起源）」と比較している。
ピタゴラス主義はローマでは政治的観点とは特に関連付けられていなかった。ニギディウスは元老院の保守的な共和主義者の中に忠実な方法で留まっていたが、同時代の政治家でもう一人の最もよく知られたピタゴラス主義者のプーブリウス・ウァティニウスはカエサルの長年にわたる猛烈な支持者であった。紀元前1世紀中頃の三人の高名な知識人―キケロー、ウァロ、そしてニギディウス―はローマ内戦でポンペイウスを支援した。カエサルはウァロに対しては情け深い処置を示すのみならず、ウァロを指名してローマ市の公共図書館を発展させることでウァロの学的偉業を記録した。キケローとウァロの両方とも宗教に関するほぼすべての著作をカエサルが独裁官の地位にあったときに書いている。だがキケローの「随分不適切で恥ずかしい」努力にもかかわらずニギディウスは恩赦を得ることなく追放中に没した。

## 学識
キケローによれば、ニギディウスは数学、天文学、占星術を含むピタゴラス主義の教義やギリシア・ローマ世界の魔法の秘密奥義を復活させようとし、ある程度成功した。彼はオクタウィアヌス、後のアウグストゥスの偉大さをその誕生日に予言したと言われている。アプレイウスは、ニギディウスは魔法少年（magici pueri）を雇うことで失くした金を全て発見する助けとしたと記録している。
彼の「文法の論評（Commentarii grammatici）」は、少なくとも29冊の本に引用されているのだが、言語、文法、あるいは好古趣味のメモのコレクションである。ニギディウスは言葉の意味を人間が作ったのではなく自然に存在するものだとみなした。彼は綴字法に注意を向け、よく似た格の区別をしようと試みて最終的に独特のマークをつけるようになった。ただし、長い母音を指示するアペックスはかつて誤って彼に帰せられていたが、現在はより遡ることが分かっている。 
語源学の分野では、彼はローマの言葉に対する可能な説明を見つけようと試みた。例えば、「frater」（兄弟）の語源を、実際には異なる「fere alter」に求めた。クインティリアヌスはニギディウスの修辞に関する論文「身振りについて（De gestu）」について語っている。
彼の「評論（Commentarii）」の学問的な取り組みは、文法的な主題と好古趣味の組み合わせにおいてはウァロのそれに比肩するかもしれない。しかしニギディウスは秘教と科学に対する関心によって差別化されている。彼の著作の内で知られているタイトルの中に、天球に関する本が2冊含まれる。そのうちの一方はギリシアの方式によるものであるが、もう一方はバルバルスの、つまり非ギリシア系の方式によるもので、これらの著書の断片からは彼がエジプトの占星術を取り扱っていたことが窺われる。。彼の占星術に関する著作はエトルリア人の伝統を利用しており、また、仲立ちとなる情報源を通じてかもしれないがマルティアヌス・カペッラに影響している。ニギディウスは風及び動物に関しても書いている。

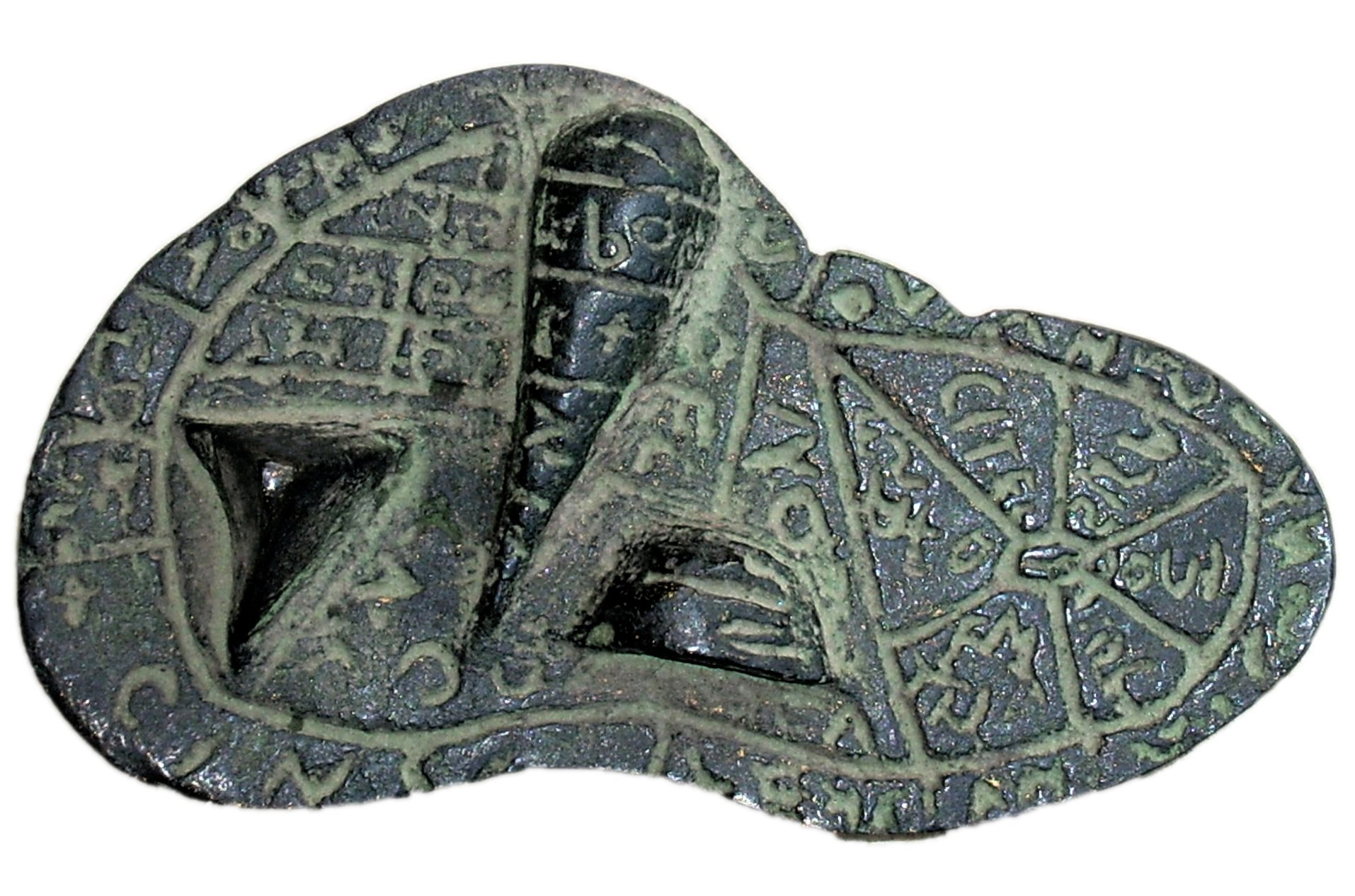
ピアチェンツァの肝臓。臓卜師のために印がつけられた羊の肝臓の銅像

神学や、その他占いのような宗教的な話題に関する彼の著作としては、「神について（De Diis）」があり、これは様々な祭儀や儀式の説明である。他にも占い（「私的な鳥占いについて（De augurio privato）」や「内臓について（De extis）」があり、後者は臓卜を取り扱っている）や、夢占い（「夢について(De somniis)」）に関する論考がある。文学史家のジァン・ビアッジョ・コンテは「我々に届いた彼の著作の断片は、この興味深い学者・哲学者・科学者・魔法使いに対して後世の人々が抱いた一般的な感嘆の念に値しない」と言及してその食い違いを「彼の著作の莫大さと特に曖昧さ」に帰している。

## 文学において
マルクス・アンナエウス・ルカヌスは彼の叙事詩「ローマ内戦（Bellum civile）」（Pharsalia、内乱としても知られる）の1巻をニギディウスが鬼気迫る予言を口にする描写で締めくくっているが、この描写は部分的には占星術の本に基づいている。ヨハネス・ケプラーは1597年にヘルヴァート・フォン・ホーエンブルクと邂逅した際に、天体の運行の含蓄について議論した。それに関する書簡の英訳が利用可能である。

## 情報源
ニギディウス・フィグルスの生涯に関する第一の情報源としては、キケローの書簡に見られるいくつかの言及やルカヌスの「Bellum civile」第1巻639番に対する注釈がある。断片に関する主な情報源としてはアウルス・ゲッリウス、大プリニウス、ノニウス・マルケッルスらがいる。19世紀のニギディウスに関する重要な研究としてはヴィルヘルム・ジークムント・トイフェルの『ローマ文学史』170、M・ヘルツの「N.F.の著作と研究について（De N. F. studiis atque operibus）」（1845）がある。

## 編集
ニギディウスの著作の断片はA.シュヴォボダの「P.ニギディウスの遺品である作品（P. Nigidii Figuli Operum Reliquiae）」（Amsterdam 1964, updated from the 1889 edition）および「ニギディウスの謎（Quaestiones Nigidianae）」というラテン語での長く非常に有用な序論に集められている。シュヴォボダは断片の情報源の総括を視野に入れて考えていた（pp. 138–140）。